# Zapalenie małych naczyń skóry
Zapalenie małych naczyń skóry, leukocytoklastyczne zapalenie naczyń skóry, zapalenie naczyń z nadwrażliwości – schorzenie należące do grupy układowych zapaleń naczyń polegające na izolowanym procesie zapalnym naczyń krwionośnych w obrębie skóry, bez zajęcia procesem chorobowym naczyń innych narządów.

## Epidemiologia i etiologia
Zapalenie małych naczyń skóry jest schorzeniem bardzo rzadkim: Zapadalność wynosi około 1 przypadek na 40 milionów ludzi w ciągu roku.
Około 50% przypadków choroby to postać pierwotna, której przyczyna pozostaje nieznana. Postać wtórną obserwuje się w przebiegu:
- innych układowych chorób tkanki łącznej
- infekcji, np. zakażeń paciorkowcowych, wirusowego zapalenia wątroby, gruźlicy[2]
- złośliwych procesów nowotworowych
- reakcji nadwrażliwości na leki.

Zapalenie małych naczyń skóry jest chorobą przebiegającą z wytworzeniem kompleksów antygen–przeciwciało.

## Objawy choroby
- objawy grypopodobne – gorączka, ból stawów i mięśni
- zmiany skórne z rzadko występującym świądem lub pieczeniem na kończynach dolnych, w okolicy pośladków, pod ciasnym ubraniem, w miejscu uszkodzenia skóry (osutka, plamica uniesiona, pokrzywka, pęcherzyki, grudki z owrzodzeniami).

Objawy postaci pierwotnej zapalenia małych naczyń skóry ustępują zwykle samoistnie w ciągu kilku tygodni lub miesięcy, u części chorych występują nawroty, nawet po długim czasie. Przebieg postaci wtórnych choroby zależy od przyczyny wywołującej.

## Rozpoznanie i leczenie
Chorobę rozpoznaje się na podstawie badania histopatologicznego wycinka skóry, w którym stwierdza się cechy zapalenia obejmujące całą grubość małych naczyń skóry (głównie małych naczyń żylnych), z obecnością martwicy włóknikowatej. W nacieku zapalnym obserwuje się obecność neutrofilów, fragmentów ich jąder komórkowych, a rzadziej limfocytów. W przebiegu postaci wtórnych, indukowanych lekami, obserwowano ponadto nacieki eozynofilowe. Stwierdzenie zmian zapalnych w naczyniach innych narządów niż skóra wyklucza tę jednostkę chorobową.
W leczeniu postaci pierwotnej choroby stosuje się niesteroidowe leki przeciwzapalne, antagonisty receptora H1, kolchicynę, dapson, kortykosteroidy, a w cięższych przypadkach azatioprynę, ponadto zaleca się ochronę skóry przed zimnem i światłem słonecznym oraz unikanie nadmiernego wysiłku fizycznego. Postać wtórną leczy się likwidując przyczynę, a więc stosując odpowiednią dla choroby podstawowej terapię lub odstawiając lek, który wywołał zapalenie małych naczyń skóry.